# 5831 Dizzy
5831 Dizzy este un asteroid din centura principală de asteroizi.

## Descriere
5831 Dizzy este un asteroid din centura principală de asteroizi. A fost descoperit pe 4 mai 1991 la Kushiro de Seiji Ueda și Hiroshi Kaneda. Asteroidul prezintă o orbită caracterizată de o semiaxă mare de 2,69 ua, o excentricitate de 0,14 și o înclinație de 12,8° în raport cu ecliptica.